# Euripus nysia
Euripus nysia är en fjärilsart som beskrevs av Semper 1887. Euripus nysia ingår i släktet Euripus och familjen praktfjärilar. Inga underarter finns listade i Catalogue of Life.